# Калиновка (Вейделевский район)
Кали́новка — хутор в Вейделевском районе Белгородской области Российской Федерации. Входит в состав Кубраковского сельского поселения.

## История
В 1962 году указом Президиума Верховного Совета РСФСР хутору Сталинка присвоено наименование Калиновка.

## Население
| 2002 | 2010 |
| ---- | ---- |
| 0    | →0   |